# Henriette Goldschmidt
Henriette Goldschmidt (Krotoschin, 1825-Leipzig, 1920) fue una feminista, pedagoga y trabajadora social judía alemana. Fue una de las fundadoras de la Asociación General de Mujeres Alemanas (en alemán: Allgemeiner Deutscher Frauenverein) y trabajó para mejorar los derechos de las mujeres a acceder a la educación y al empleo. Como parte de ese esfuerzo, fundó la Society for Family Education and for People's Welfare (en alemán: Verein fuer Familienerziehung und Volkswohl) y la primera escuela que ofreció educación superior a mujeres en Alemania.

## Biografía
Henriette Benas nació el 23 de noviembre de 1825 en Krotoschin, provincia de Posen, Reino de Prusia, hija de Eva (de soltera Laski) y del comerciante judío Levin Benas. Su madre murió cuando ella tenía cinco años y su padre se volvió a casar con una mujer analfabeta, que no era una figura materna cariñosa. 
Completó la escuela en la Höhere Töchterschule a los 14 años, su educación se limitó a materias que enseñaban a las mujeres a ser amas de casa eficaces. Complementó su escasa educación leyendo con clásicos alemanes y el periódico Breslauer Zeitung, que despertó su temprano interés por la política.
En 1853, se casó con su primo, Abraham Meir Goldschmidt, un viudo con tres hijos, que era el rabino de la congregación judío-alemana de Varsovia. Cinco años más tarde, su esposo fue designado para suceder a Adolf Jellinek como rabino de Leipzig y la familia se mudó.

## Trayectoria

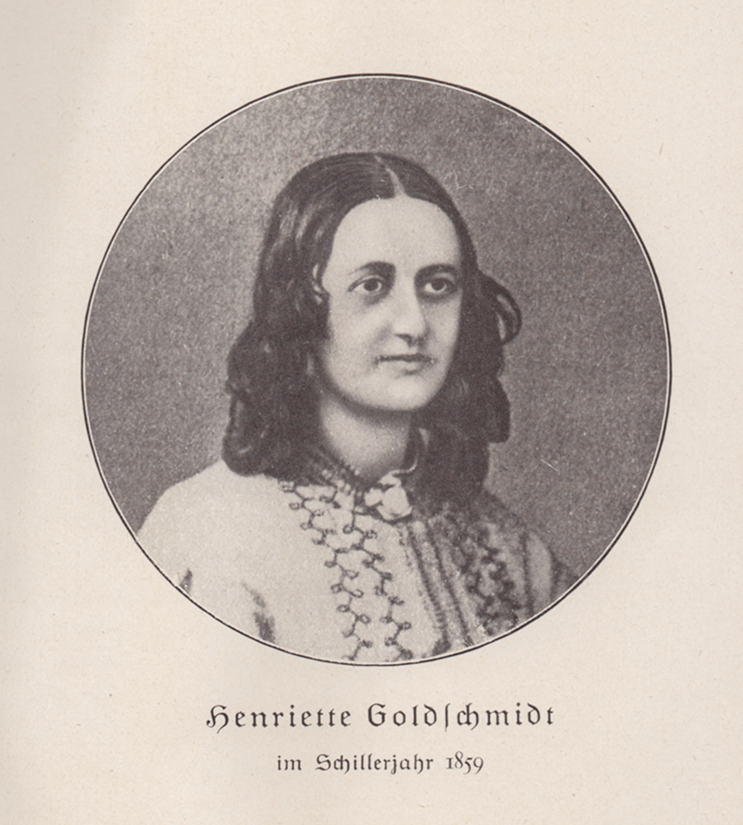
Henriette Goldschmidt, alrededor de 1859

Goldschmidt equiparó el traslado a la ciudad universitaria de Leipzig con un despertar a la libertad y al espíritu humanitario.Rápidamente se involucró en la comunidad judía alemana y estuvo expuesta a las ideas de Friedrich Fröbel, fundador del sistema de educación preescolar. Alentada por su esposo a perseguir sus intereses en la educación, Goldschmidt estudió historia, literatura, pedagogía y filosofía por su cuenta. En 1865, ella, Louise Otto-Peters y Auguste Schmidt organizaron una conferencia de mujeres alemanas y fundaron la Asociación General de Mujeres Alemanas (en alemán: Allgemeiner Deutscher Frauenverein) para trabajar para mejorar la vida de las mujeres. Goldschmidt inicialmente había dudado en convertirse en miembro de la junta del grupo ya que los estatutos legales en ese momento prohibían que las mujeres votaran en organizaciones voluntarias, pero con el apoyo de su esposo, se convirtió en una miembro activa. Entre 1867 y 1906, fue miembro de la junta y presentó muchas conferencias para la organización. En 1867, Goldschmidt organizó campañas de petición para su presentación al Reichstag en apoyo de los derechos de las mujeres para acceder a la educación y el empleo y fue signataria de la petición para proteger a los hijos ilegítimos. También propuso que las mujeres participasen en sus comunidades, porque las mujeres prestarían una sensibilidad para lidiar con problemas culturalmente divisivos. Al año siguiente, propuso una iniciativa de servicio social obligatorio que requería que las mujeres trabajaran durante un año en trabajo social.
En 1871, Goldschmidt fundó la Sociedad para la Educación de la Familia y el Bienestar de las Personas (en alemán: Verein fuer Familienerziehung und Volkswohl), con el objetivo de formar al profesorado de educación preescolar en el método Fröbel. Trabajó como presidenta de la organización durante más de cuatro décadas. Al año siguiente, la organización patrocinaba seminarios de enseñanza para un número creciente de adherentes y había abierto un jardín de infancia público.
En 1878, organizó la High School for Ladies (en alemán: Lyzeum für Damen ), donde profesorado de la Universidad de Leipzig dieron conferencias a estudiantes. Debido a que a las mujeres se les prohibió asistir a la universidad, y solo unas pocas escuelas privadas ofrecían educación inferior, cientos de mujeres asistieron a las conferencias y les ofrecieron la oportunidad no solo de una educación, sino también de un empleo como maestras.

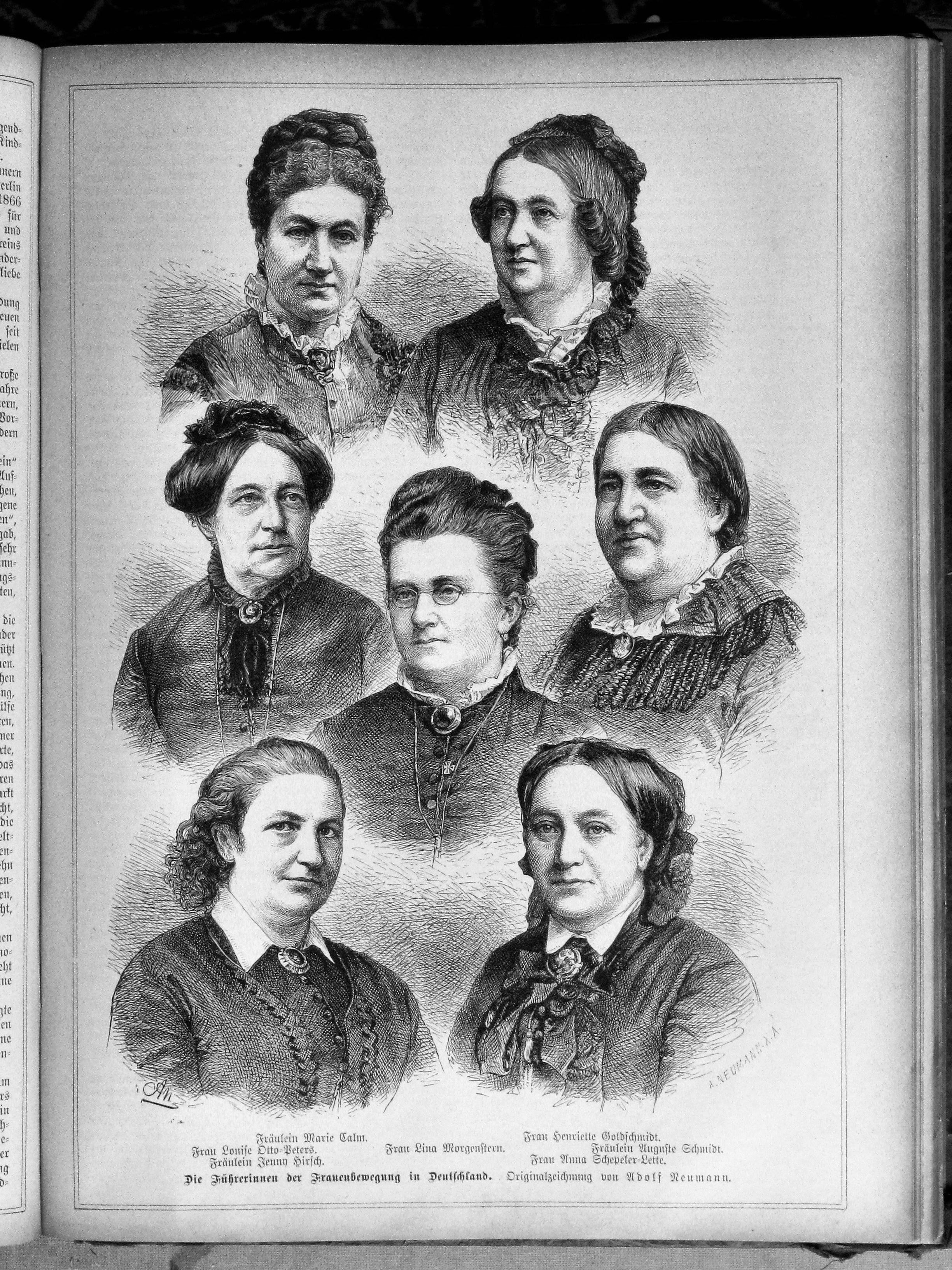
1883 líderes del movimiento feminista alemán

En 1889, la comunidad judía patrocinó una campaña de donaciones para comprar una casa para las operaciones de la organización, ubicado en 16 Weststraße (luego llamado Friedrich-Ebert-Straße) se convirtió no solo en el hogar de Golschmidt después de la muerte de su esposo, sino en el centro de educación de mujeres, patrocinando cursos educativos y conferencias, así como eventos culturales y sociales. Los miembros de la asociación también pudieron residir en la casa y tanto la escritora Josephine Siebe como la educadora Anna Zabel vivían allí. En 1898 Goldschmidt y Auguste Schmidt, en nombre de la Asociación de Mujeres Alemanas, prepararon una petición para establecer el método educativo Fröbel como sistema educativo oficial municipal y estatal. La petición pedía que las escuelas de preescolar estuvieran bajo la estandarización y supervisión estatal, con asistencia obligatoria para todos los menores. Pero se encontraron con oleadas de oposición de aquellos que veían la educación forzada como suplantación de los derechos familiares a la crianza de los niños y niñas y acusaron a las mujeres de intentar destruir a la familia. También hubo opositores que consideraron que la medida obligaba a los menores de diferentes clases sociales a mezclarse. Aunque Goldschmidt defendió el plan, publicando una respuesta a sus críticos Ist der Kindergarten eine Erziehungs- oder Zwangsanstalt? (¿El jardín de infancia es una institución educativa o es obligatorio?) En 1901, fue finalmente derrotado. Goldschmidt no se rindió y continuó escribiendo y dando discursos sobre la necesidad de jardines de infancia y educación de mujeres.
En 1906, las mujeres finalmente fueron admitidas a estudios universitarios en Alemania, pero los cursos no prepararon a las mujeres para cumplir con sus obligaciones sociales, ya que Goldschmidt creía que la vocación natural de la mujer era transformar la sociedad a través de su participación cultural. Se esforzó por llenar un vacío y no competir con los estudios universitarios y en 1911, Goldschmidt alcanzó el punto más alto de su carrera, con el establecimiento de la primera institución en Alemania que ofrecía educación superior específicamente para mujeres. La Escuela Superior de Mujeres de Leipzig (en alemán: Hochschule für Frauen zu Leipzig) diseñó sus clases para mujeres como un medio para formalizar la visión de Goldschmidt sobre la feminidad. Su objetivo era enseñar a las mujeres a participar en la vida intelectual de su cultura, prepararlas para ser madres y maestras exitosas, y desarrollar una sensibilidad hacia las necesidades de su comunidad y las habilidades para realizar obras de caridad para ayudar a su comunidad. Una vez más, utilizó profesorado de la Universidad de Leipzig para complementar el trabajo del curso, pero Goldschmidt y Agnes Goshes impartieron clases entre 1911 y 1913. Después del período 1916-1917, Goldschmidt se retiró y entregó el funcionamiento de la escuela al Ministerio de Culto e Instrucción Pública de Sajonia.
Goldschmidt murió el 30 de enero de 1920 en Leipzig, República de Weimar y fue enterrada en el Antiguo Cementerio Judío de Leipzig.

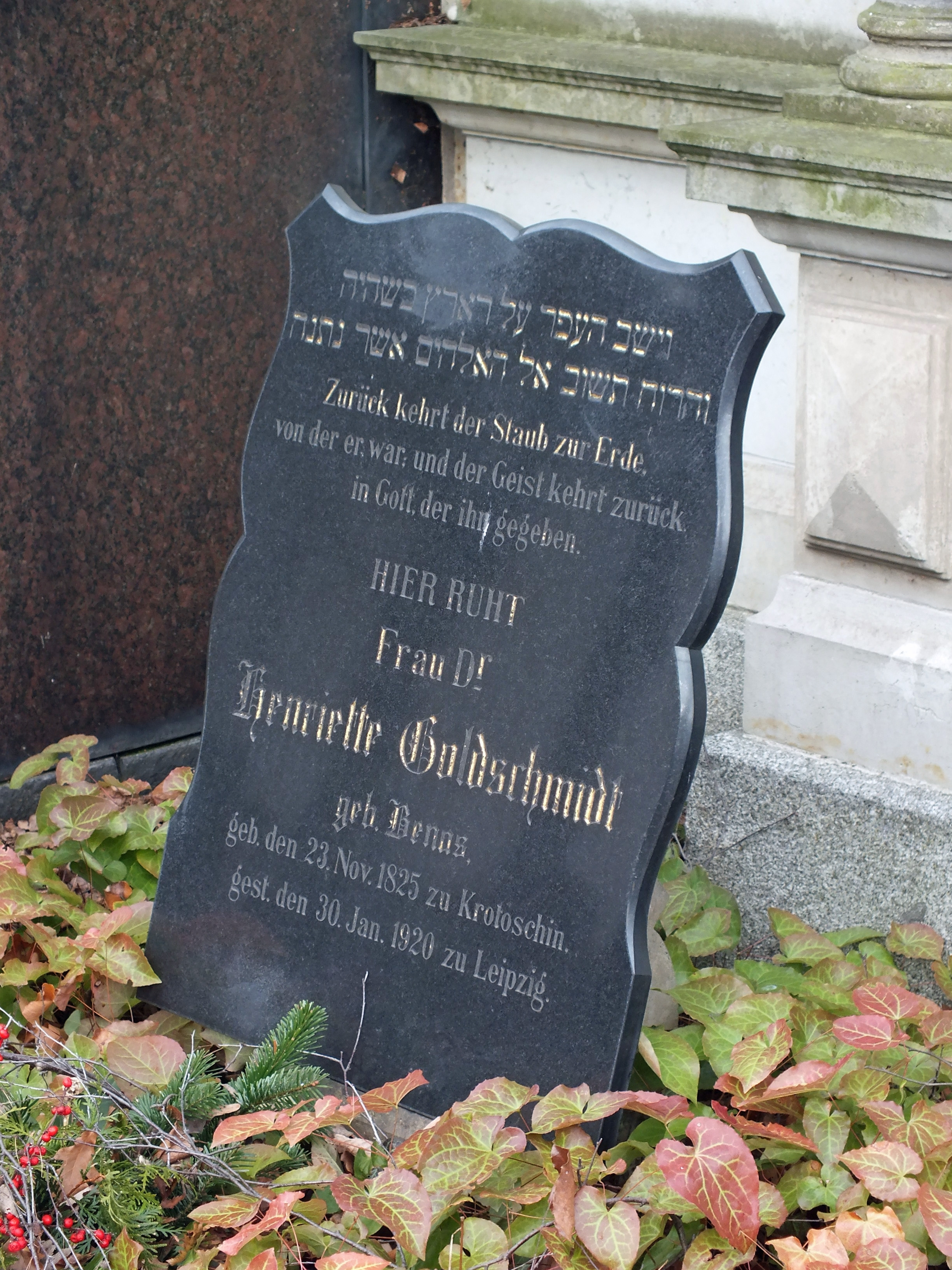
Lápida en el antiguo cementerio judío de Leipzig

## Reconocimientos
- En 1921, la casa club de la Sociedad para la Educación de la Familia y el Bienestar del Pueblo pasó a llamarse Henriette Goldschmidt House, en su honor.[4] Aunque ese mismo año, la sociedad se disolvió y se fusionó con la Fundación Henri Hinrichsen, con Hinrichsen a cargo de la escuela.[7]

Durante el nazismo, la escuela erradicó cualquier vínculo con su fundador judío, Goldschmidt y más tarde director, Hinrichsen, también prohibiendo la entrada a niñas judías. Con el establecimiento de Alemania Oriental, la escuela pasó a llamarse Henriette Goldschmidt y sirvió como una escuela de formación pedagógica para maestros de jardín de infancia. En 1992, la escuela, ahora llamada Escuela Vocacional Henriette-Goldschmidt, se convirtió en una institución de formación técnica para el trabajo social y la educación especial. Mientras que la escuela sobrevivió, en 1999, la ciudad demolió la Casa Henriette Goldschmidt, a pesar de las protestas, para una ampliación de la carretera, que nunca se llevó a cabo.

### Placas en sitios públicos en su honor en Leipzing
Hay dos placas públicas en honor a Goldschmidt en Leipzig.
1. Por el 75 aniversario en 1986 en la entrada a la Escuela Henriette Goldschmidt, que dice

"Aquí, en 1911, la Academia de Mujeres abrió, iniciada y apoyada por la activista por los derechos de las mujeres y educadora de Fröbel Henriette Goldschmidt (1825-1920), posible económicamente gracias al Dr. Henri Hinrichsen (1868-1942) "

2. La segunda placa en honor a Goldschmidt se colocó en una casa ubicada en 7 Spittastraße en 1996 para marcar la ubicación de la primera guardería infantil.
- Para la conmemoración del 90 aniversario en 2001 un busto a semejanza de Goldschmidt se fundió. El original está en el Museo de Bellas Artes de Leipzig y una réplica está en una estela en la Escuela Henriette Goldschmidt con una placa inscrita que coincide con la que quitaron los nazis y que Hinrichsen añadió originalmente a la pared, con las palabras "A la noble búsqueda de mujeres alemanas".[4]

## Trabajos seleccionados
- Goldschmidt, Henriette (1872). Der Kindergarten in seiner Bedeutung für die Erziehung des weiblichen Geschlechts Vortrag gehalten am 15 Januar 1872 in Leipzig im Verein für Familien- und Volkserziehung (en alemán). Leipzig, Germany: Sturm und Koppe. OCLC 179711254.
- Goldschmidt, Henriette (1874). Die Stellung der Kindergartenschule: in dem Organismus des Fortbildungsunterrichts für die weibliche Jugend: Vortrag gehalten im Verein für Familien- und Volkserziehung zu Leipzig am 17 November 1874 (en alemán). Leipzig, Germany: Commission der Serig'schen Buchhandlung. OCLC 45566846.
- Goldschmidt, Henriette (1882). Ideen über weibliche Erziehung im Zusammenhange mit dem System Friedrich Fröbels; sechs Vorträge (en alemán). Leipzig, Germany: Reißner. OCLC 632790861.
- Goldschmidt, Henriette (1896). Festschrift zum fünfundzwanzigjährigen Jubiläum (en alemán). Leipzig, Germany: Verein für Familien- und Volkserziehung. OCLC 255707743.
- Goldschmidt, Henriette; von Marenholtz-Bülow, Bertha (1896). Bertha von Marenholtz-Bülow: ihr Leben und Wirken im Dienste der Erziehungslehre Friedrich Fröbels (en alemán). Hamburg, Germany: Verlagsanstalt und Druckerei Actien-Gesellschaft. OCLC 252401405.
- Goldschmidt, Henriette (1901). Ist der Kindergarten eine Erziehungs–oder Zwangsanstalt?: Zur Abwehr und Erwiderung auf Herrn K.O. Beetr's Kindergartenzwang! Ein Weck und Mahnruf an Deutschlands Eltern und Lehrer (en alemán). Wiesbaden, Germany: Emil Behrend. OCLC 163028695.
- Goldschmidt, Henriette (1909). Was ich von Fröbel lernte und lehrte Versuch einer kulturgeschichtlichen Begründung der Fröbel'schen Erziehungslehre (en alemán). Leipzig, Germany: Akademische Verlagsgesellschaft. OCLC 174398262.
- Goldschmidt, Henriette (1911). Vom Kindergarten zur Hochschule für Frauen: Verein für Familien- und Volkserziehung, Leipzig. 1871; eine Denkschrift (en alemán). Leipzig, Germany: Verein. OCLC 250742377.
- Goldschmidt, Henriette (1918). Vom Kindergarten zur Hochschule für Frauen ein Rückblick auf die Anfänge der deutschen Frauenbewegung und das Erziehungswerk Friedrich Fröbels (en alemán). Leipzig, Germany: Quelle & Meyer. OCLC 179950020.